# Eagle Austin
El Eagle Austin es un petrolero propiedad de AET - Hamilton, Bermuda que es operado por AET Shipmanagement Singapore, capaz de transportar 58 156 toneladas en bruto. Fue construido en los astilleros de Samsung Shipbuilding & Heavy Industries Goeje de Corea del Sur en el año 1998 en Japón, actualmente se encuentra registrado bajo bandera de Singapur. 
Tiene una eslora de 244 m por 42 m de manga. Su velocidad máxima es de 12,5 nudos, siendo su media de 9,8 nudos.